# Facundo Giorgi
Facundo Giorgi (Sunchales, Santa Fe, 29 de agosto de 1985) es un exjugador de básquetbol argentino que se desempeñaba en la posición de ala-pívot. Luego de competir en el circuito estadounidense de básquetbol, regresó a su país para jugar en la Liga Nacional de Básquet y en el Torneo Nacional de Ascenso.

## Trayectoria
Giorgi se formó como jugador de básquetbol en el club Unión de Sunchales, siendo más tarde reclutado por Boca Juniors. Con ese equipo debutaría en la Liga Nacional de Básquet durante la temporada 2002-03, antes de partir hacia los Estados Unidos con el objetivo de actuar en el circuito deportivo universitario de aquel país.
Enrolado en el Southeastern Community College de Iowa, jugó sus dos temporadas iniciales con los Blackhawks -el equipo de la institución- en la NJCAA. Para su temporada como júnior se transfirió a la Universidad Internacional de Florida, que le dio la oportunidad de jugar los siguientes dos años con los Golden Panthers en los torneos de la Sun Belt Conference de la División I de la NCAA.
Giorgi regresó a la Argentina en 2007 y se incorporó a Unión de Sunchales, equipo que en ese momento militaba en el Torneo Nacional de Ascenso. Al año siguiente pasó a Oberá en la misma categoría.
En junio de 2010 fue contratado por Bahía Blanca Estudiantes, lo que significó su retorno a la LNB, categoría que ya no abandonaría hasta su retiro en 2024. Jugó para Lanús, Sionista, Olímpico y La Unión de Formosa, además de hacer un regreso a Oberá y jugar dos ciclos de tres años cada uno con Estudiantes Concordia y Comunicaciones de Mercedes. También actuó brevemente en la Liga Uruguaya de Básquetbol en 2021 como refuerzo de Defensor Sporting.
Tras su retiro como jugador profesional en junio de 2024, se convirtió en director deportivo de Comunicaciones.

### Clubes
| Club                     | País      | Año         |
| ------------------------ | --------- | ----------- |
| Boca Juniors             | Argentina | 2002 - 2003 |
| Unión de Sunchales       | Argentina | 2007 - 2008 |
| Oberá                    | Argentina | 2008 - 2010 |
| Bahía Blanca Estudiantes | Argentina | 2010 - 2011 |
| Lanús                    | Argentina | 2011 - 2013 |
| Estudiantes Concordia    | Argentina | 2013 - 2015 |
| Sionista                 | Argentina | 2015 - 2016 |
| Estudiantes Concordia    | Argentina | 2016 - 2017 |
| Olímpico                 | Argentina | 2017 - 2018 |
| Comunicaciones           | Argentina | 2018 - 2019 |
| La Unión de Formosa      | Argentina | 2019 - 2021 |
| Defensor Sporting        | Uruguay   | 2021        |
| Oberá                    | Argentina | 2021 - 2022 |
| Comunicaciones           | Argentina | 2022 - 2024 |

## Selección nacional
Giorgi fue miembro de los seleccionados juveniles de baloncesto de Argentina, llegando a formar parte del plantel que conquistó el Campeonato Sudamericano de Baloncesto de Cadetes de 2001.